# Жизневский, Михаил Михайлович
Михаил Михайлович Жизневский (бел. Міхаіл Міхайлавіч Жызнеўскі; 26 января 1988, Гомель — 22 января 2014, Киев) — белорусский журналист, участник Евромайдана, член Самообороны Майдана. Член УНА-УНСО, проживал в Белой Церкви. Погиб во время противостояний на улице Грушевского в Киеве. Герой Украины (2017, посмертно).

## Биография
Рос в посёлке Знамя Труда в Гомельском районе. Учился в гомельской школе № 15 в военном классе. После десятого класса пошел в училище учиться на газосварщика. Изготовлял средневековые латы в рыцарском клубе, занимался карате и ходил в православную церковь. Планировал отслужить в армии, а потом пойти в Свято-Успенский Жировичский монастырь.
11 сентября 2005 в семнадцатилетнем возрасте сбежал из дома и эмигрировал на Украину вместе с руководителем рыцарского клуба, который бежал от кредиторов. Друзьям из УНСО говорил, что выехал из-за политического преследования белорусским КГБ. В Белоруссии был объявлен в розыск, считалось, что он скрывается от армии, на Украине был известен как Алексей или Локи — в честь бога скандинавской мифологии. Долго не общался с семьёй в Белоруссии, однако в последний год жизни возобновил контакты с родителями, встретился с ними в Киеве и планировал приехать домой весной 2014 года. В 2012 году пришёл в отделение милиции на Украине, показал документы и сообщил, что он жив и искать его не нужно.
Увлекался историей, мифологией, рыцарским движением, военным делом, занимался страйкболом.
На Украине жил сначала в Донецке и Кривом Роге, потом в Киеве, в последние годы жизни снимал жилье в Белой Церкви. Работал сварщиком, монтажником окон. Был внештатным корреспондентом газеты «Соборная Киевщина», увлекался журналистикой. Был аполитичным, но сотрудничал с националистической организацией УНА-УНСО, поскольку у неё была страйкбольная команда, а Жизневский занимался страйкболом.
Любимой песней Жизневского была «Пливе кача по Тисині».

### Участие в Евромайдане
В Евромайдане участвовал с первых дней. Входил в Самооборону Майдана, участвовал в охране объектов Майдана, дежурил в палатках, помогал в работе организации УНА-УНСО. Считался одним из самых активных членов организации на Евромайдане. В течение последних двух недель жизни собирал информацию для газеты «Соборная Киевщина», по программе ротации возвращаясь домой.
Погиб 22 января 2014 около 9 часов утра от выстрела пулей в сердце у стадиона «Динамо» на Грушевского.

## Расследование обстоятельств смерти
2 декабря 2016 начальник департамента спецрасследований ГПУ Сергей Горбатюк заявил, что Жизневский был убит пулей для принудительной остановки транспортных средств, которая используется только в подразделениях МВД. Такой же пулей в тот же день был смертельно ранен Роман Сенык. Также в начале 2017 Горбатюк заявил, что новые экспертизы показали, что выстрел был произведён с расстояния более 20 метров, что позволило включить в круг подозреваемых правоохранителей. Первая экспертиза, проведённая во время правления Януковича, показывала, что выстрелы были осуществлены с расстояния до 3 метров.

## Память

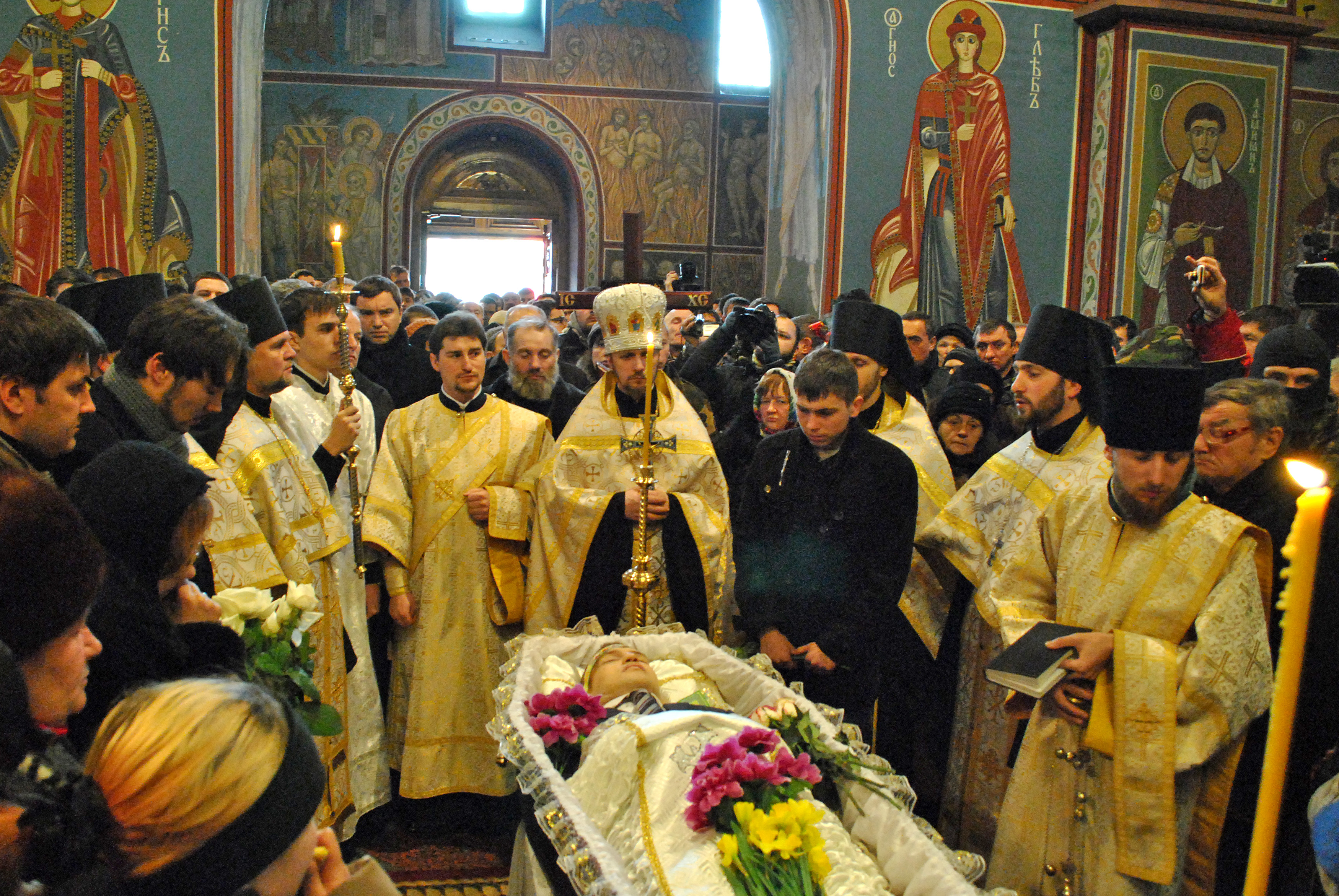
Панихида по Михаилу Жизневскому в Михайловском Златоверхийском соборе Киева.

26 ноября 2014 на улице Грушевского в Киеве был открыт мемориал Михаилу Жизневскому. Родители погибшего и активисты, которые приехали из Белоруссии, возложили цветы к мемориалу и провели панихиду.
28 марта 2016 года в Киеве был открыт памятник белорусам, погибшим за Украину. На нем указаны имена Михаила Жизневского, а также Алеся Черкашина и Виталия Тилеженко — погибших добровольцев тактической группы «Беларусь».
20 мая 2016 в городе Овруч Житомирской области улица Германа Титова была переименована в улицу имени Михаила Жизневского.

## Награды

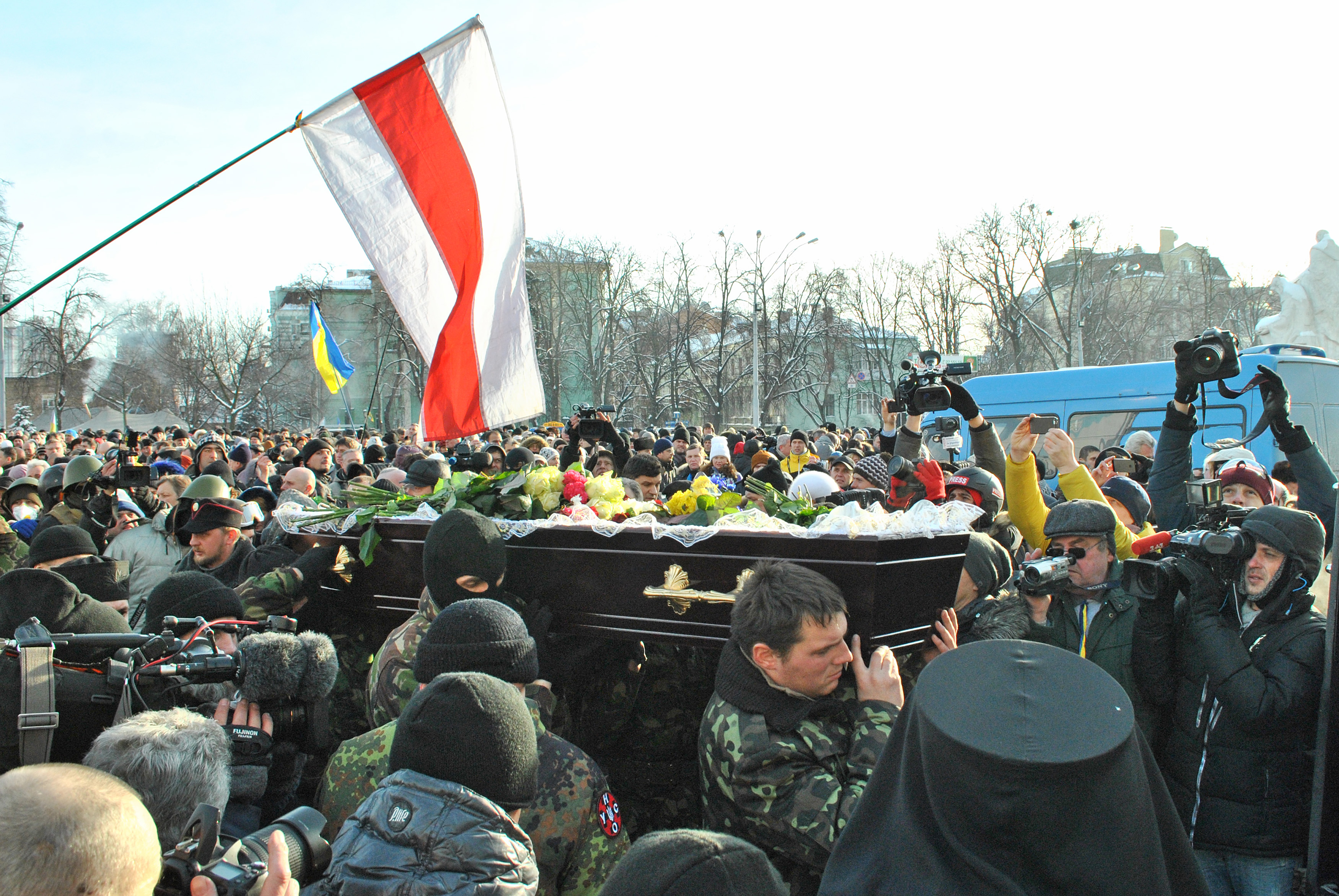
Траурная процессия прошла от Михайловского Златоверхийского собора до Майдана Незалежности.

- Траурная процессия прошла от Михайловского Златоверхийского собора до Майдана Незалежности.Звание Герой Украины с вручением ордена «Золотая Звезда» (13 июня 2017, посмертно) — за личное мужество и героическое отстаивание принципов демократии, прав и свобод человека, самоотверженное служение Украинскому народу, обнаруженные во время Революции Достоинства[2].
- Орден Героев Небесной Сотни (27 ноября 2014, посмертно) — за гражданское мужество, патриотизм, отстаивание конституционных принципов демократии, прав и свобод человека, обнаруженные во время Революции достоинства[17];
- Медаль «За жертвенность и любовь к Украине» (июнь 2015, посмертно)[18].
- Медаль ордена Погони[бел.] (24 ноября 2022, Рада Белорусской народной республики, посмертно)[19]

## Семья
- Отец — Михаил Петрович Жизневский;
- Мать — Нина Васильевна Жизневская.

Родители Михаила Жизневского непродолжительный период получали пожизненную стипендию от правительства Украины. Отец и мать скончались 8 апреля и 4 мая 2018 года соответственно.